# Lantan
Lantan je kemijski element atomskog (rednog) broja 57 i atomske mase 138,90547(7). U periodnom sustavu elemenata predstavlja ga simbol La.
Lantan je 1839. godine otkrio Šveđanin Carl Gustaf Mosander. Ime je dobio od grčke riječi lanthano, što znači biti skriven. To je srebrno bijeli, kovki metal. Dovoljno je mekan da se može rezati nožem. Brzo oksidira na zraku, dok s hladnom vodom reagira sporo uz razvijanje vodika.
Lantan se koristi kao metal za legiranje s kobaltom i niklom za izradu permanentnih magneta, u grafitnim elektrodama, krekiranju. Lantanov oksid se koristi pri izradi termistora, kondenzatorskih dielektrika, optičkih stakala i u novije vrijeme za krekiranje.